# Deco
Se även Deco Keramikfabrik.
Anderson Luís de Souza, mer känd som Deco, född 27 augusti 1977 i São Bernardo do Campo, Brasilien, är en brasiliansk-portugisisk före detta fotbollsspelare. Deco representerade under sin karriär bland annat FC Porto, FC Barcelona, Chelsea och det portugisiska landslaget.

## Karriär
Deco är före detta fotbollsspelare i Fluminense i brasilianska ligan och landslagsspelare för Portugal, han har både brasilianskt och portugisiskt pass. Han är känd för sin goda speluppfattning[källa behövs] samt att han stundtals avgjorde viktiga matcher med tunga skott utifrån. Deco utsågs till Europas mest värdefulla spelare säsongen 2003/2004 samt Europas bästa mittfältare samma säsong.[källa behövs]
Deco meddelade i maj 2008 att han efter säsongen 2007/2008 planerade att lämna Barcelona. Lite senare stod det klart att han skulle spela i Chelsea i en tid framöver. I sin första ligamatch med Chelsea gjorde han 4–0-målet som även fastställde slutresultatet i matchen mot Portsmouth. Den 26 augusti 2013 meddelade Deco officiellt att han skulle sluta med fotbollen.

## Privatliv
Deco har tre barn tillsammans med sin brasilianska hustru och är bosatt i Barcelona.[källa behövs]

## Titlar
- 2 UEFA Champions League
- 1 UEFA-cupen
- 3 portugisiska ligatitlar
- 3 portugisiska cuptitlar
- 3 portugisiska supercuptitlar
- 2 spanska cuptitlar
- 2 spanska supercuptitlar
- 2 spanska ligatitlar
- 2 engelska cuptitlar
- 1 engelsk ligatitel